# Sẻ đồng mặt đen
Sẻ đồng mặt đen, tên khoa học Emberiza spodocephala, là một loài chim trong họ Emberizidae. Chúng được Pallas phân loại vào năm 1776.

## Tham khảo

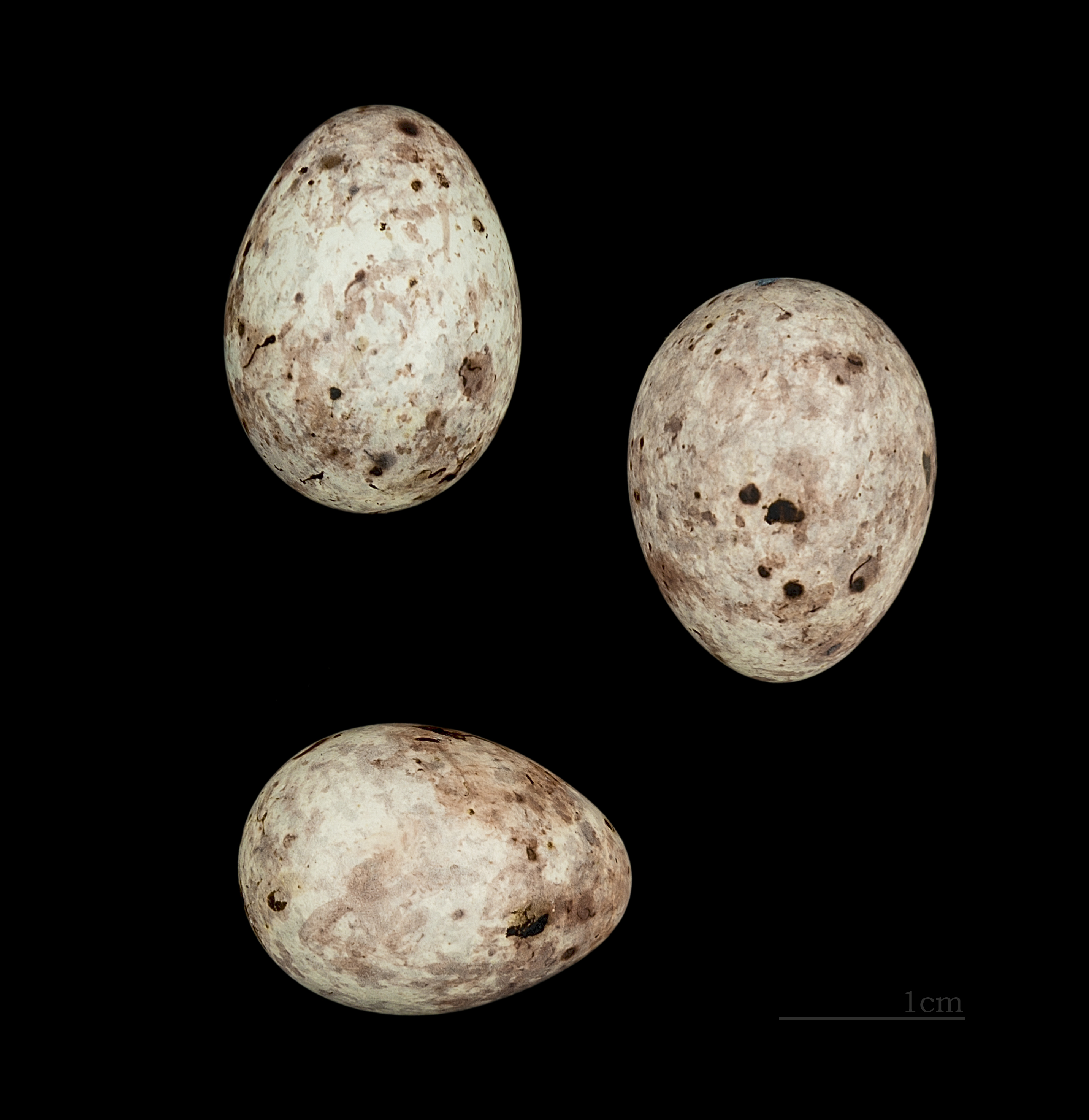
Trứng chim Emberiza spodocephala